# Albert Fuss

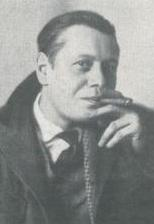
Albert Fuss, um 1932

Albert Fuss (* 19. September 1889 in Frankfurt am Main; † 5. März 1969 ebenda) war ein deutscher Grafiker.

## Leben
Albert Fuss studierte an der Kunstschule in Frankfurt am Main. Er war in den 1920er Jahren als Grafiker in Frankfurt am Main tätig. Besonders bekannt sind seine Plakate für die Hamburg-Amerika-Linie sowie die Verpackungen für die Zigaretten- und Pharmaindustrie. Fuss war daneben auch über lange Jahre für die Frankfurter Internationale Messe tätig. Mitte der 1920er Jahre wurde er in die Darmstädter Sezession aufgenommen und wurde künstlerischer Leiter der Frankfurter Zeitung. Außerdem lehrte er an der Fachschule für Buch- und Kunstgewerbe in Frankfurt.
In der Zeit des Nationalsozialismus schuf Fuss auch Grafik für die NSDAP und gestaltete den Einband und die Holzkassette für eine Pergament-Handschrift von Adolf Hitlers Buch Mein Kampf. Diese Handschrift wurde Hitler 1936 als Geburtstagsgeschenk überreicht.
Nach 1945 war Fuss weiterhin als Grafiker tätig. Er gestaltete beispielsweise 1949 den Zeitungskopf der neugegründeten Frankfurter Allgemeinen Zeitung. 1950 verantwortete Fuss die Gestaltung der Werbekampagne der Deutschen Zentrale für Fremdenverkehr unter dem Motto „Romantisches Deutschland“.